# Knur (skała)
Knur – skała we wsi Łutowiec w województwie śląskim, w powiecie myszkowskim, w gminie Niegowa. Pod względem geograficznym znajduje się na Wyżynie Mirowsko-Olsztyńskiej będącej częścią Wyżyny Krakowsko-Częstochowskiej. 
Knur wraz ze skałami Locha, Warchlak  i Zamkowa tworzy tzw. Grupę Knura. Cała grupa jest popularnym obiektem wspinaczki skalnej. Są to wapienne skały po północnej stronie zabudowań wsi. Knur znajduje się na terenie otwartym, od strony południowo-wschodniej przylega do Lochy. Ma wysokość do 20 m, ściany połogie, pionowe  z filarem i zacięciem. Wspinacze skalni opisują go jako Knur I, Knur II, Knur III i Knur IV. Łącznie poprowadzili na nim 25 dróg wspinaczkowych o trudności III– VI.3 w skali Kurtyki) i długości 10-20 m. Prawie wszystkie posiadają dobrą asekurację. Mają wystawę południową, południowo-zachodnią, zachodnią, północno-zachodnią i północną.  

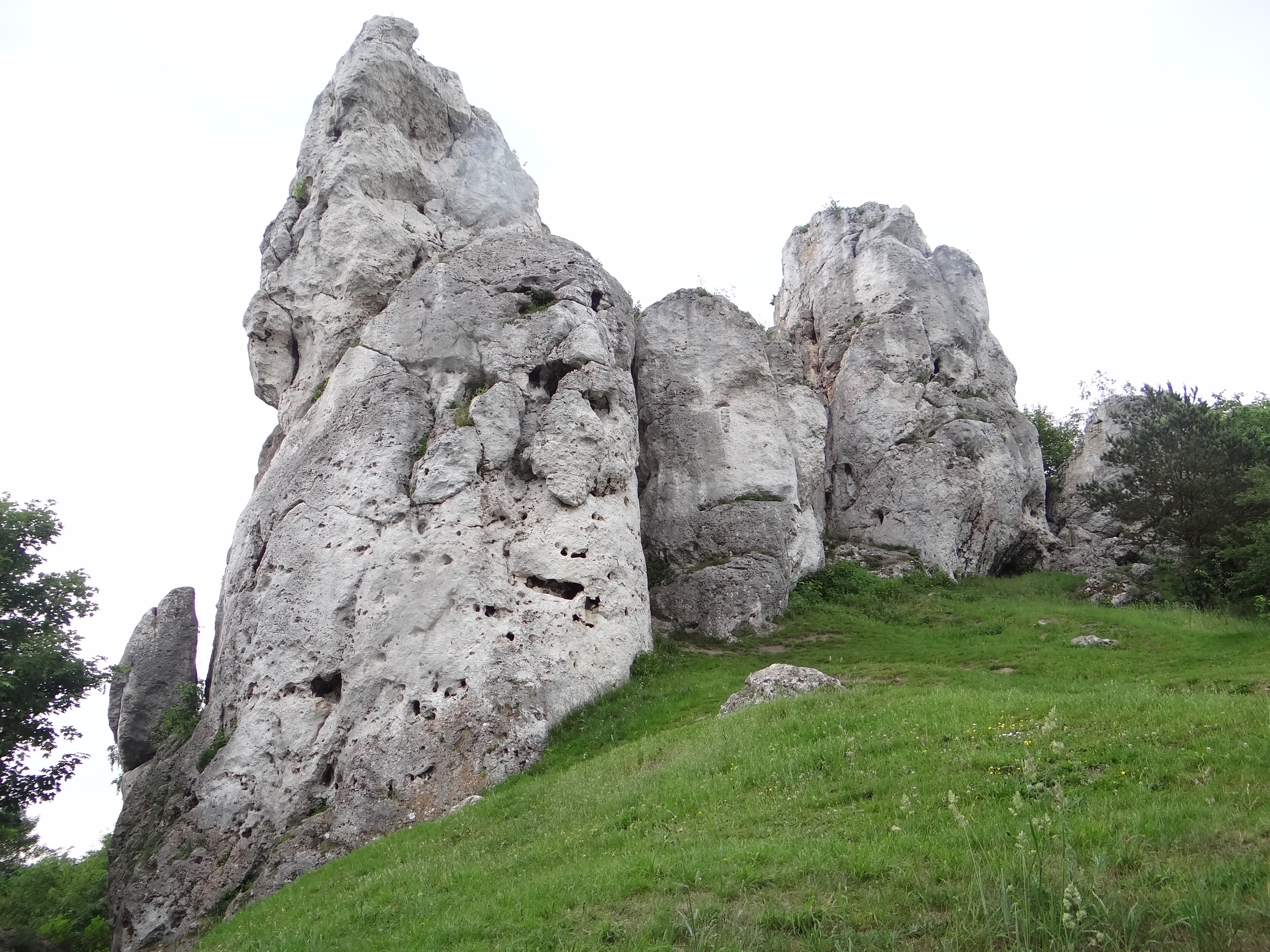
Knur, Locha i Warchlak
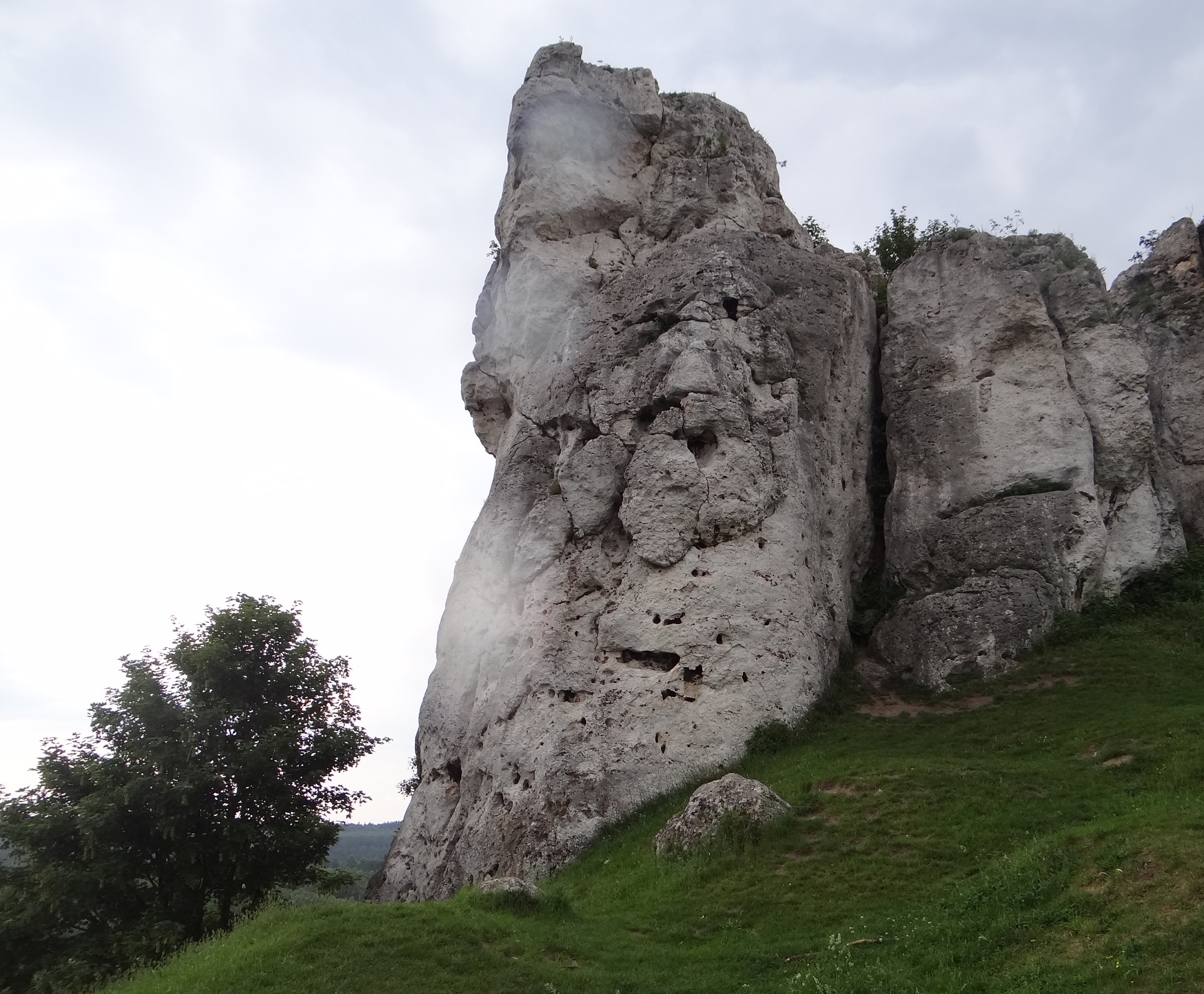
Knur od południowego zachodu
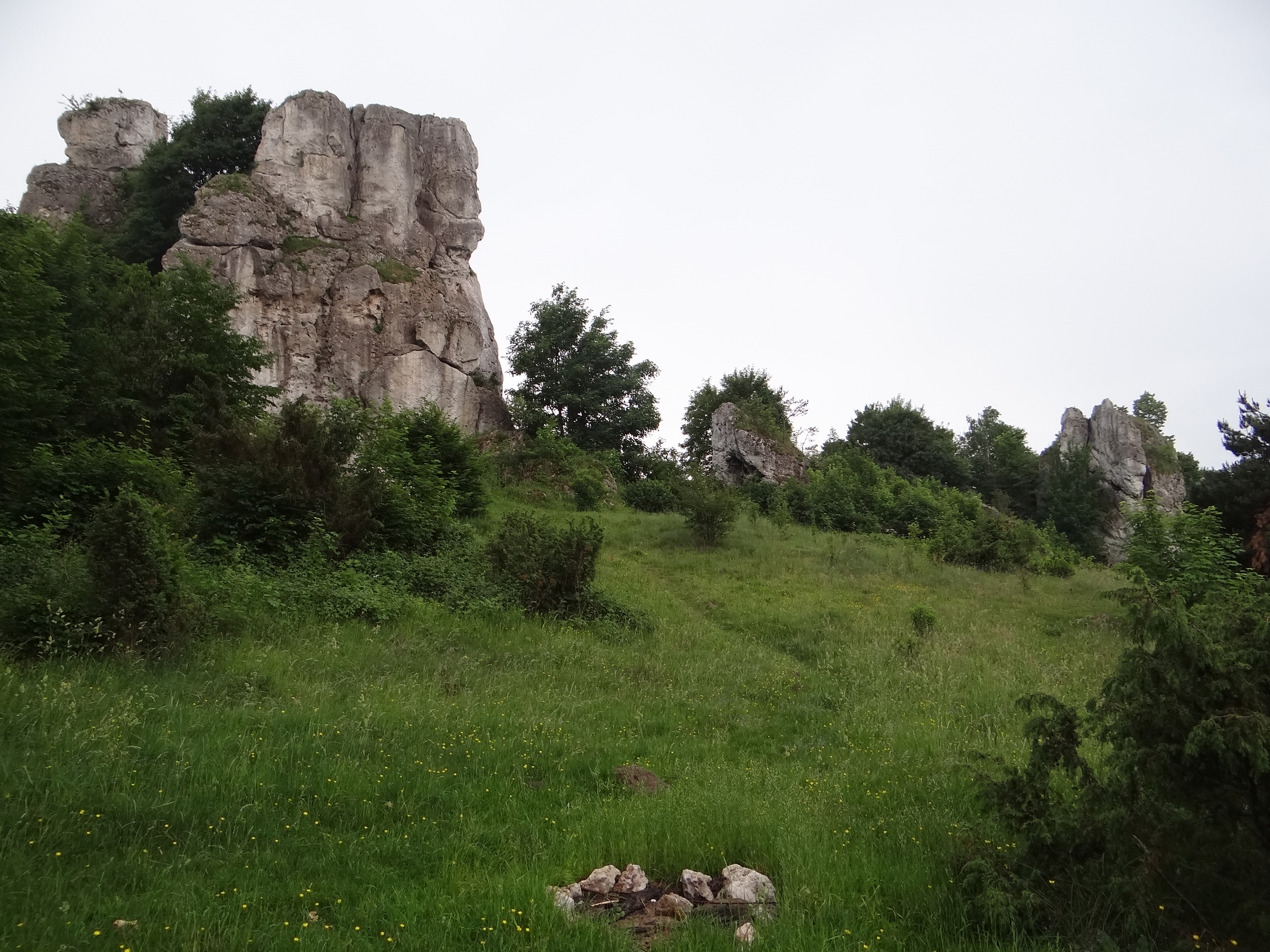
Locha, Knur i Zamkowa
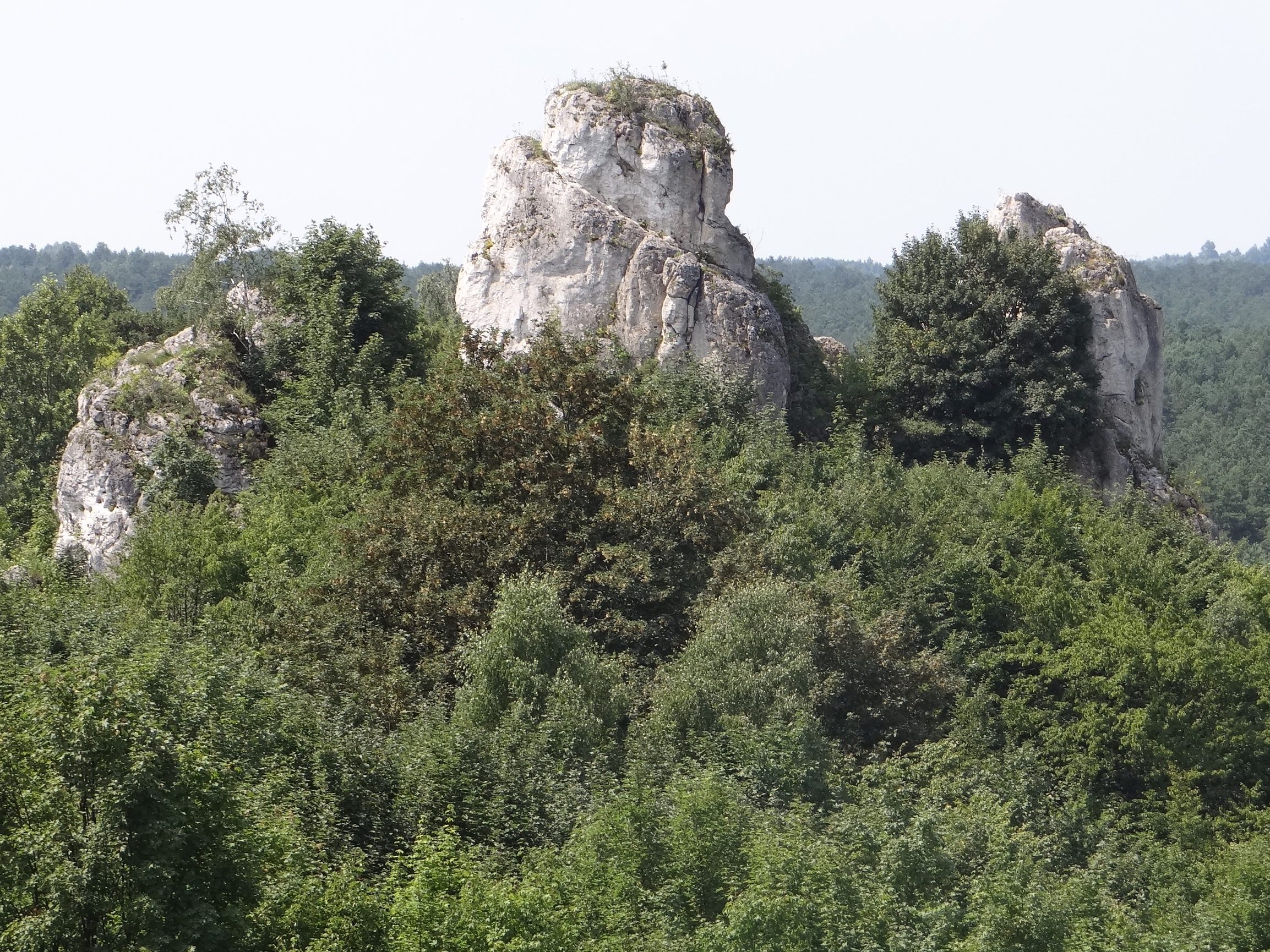
Grupa Knura